# Bram van der Lek
Bram van der Lek (ur. 20 maja 1931 w Deltcie, zm. 29 listopada 2013 w Dieren) – holenderski polityk, biolog i działacz ekologiczny, przewodniczący Pacyfistycznej Partii Socjalistycznej, parlamentarzysta krajowy, od 1987 do 1994 poseł do Parlamentu Europejskiego II kadencji.

## Życiorys
Wychowywał się w Delfcie, następnie ukończył szkołę średnią w Hadze. W 1956 został absolwentem biologii na Uniwersytecie w Utrechcie, pracował potem jako nauczyciel w szkole w Bilthoven. W 1967 obronił doktorat na macierzystej uczelni. Opublikował kilka książek naukowych, później także publikacje dotyczące ekologii i polityki.
Zaangażował się w działalność polityczną w ramach Pacyfistycznej Partii Socjalistycznej, w latach 1972–1978 i 1981–1983 zajmował stanowisko jej przewodniczącego. W latach 1967–1971 oraz 1972–1978 należał do niższej izby parlamentu Tweede Kamer, następnie zasiadał w radzie Academie voor Expressie door Woord en Gebaar. Od 1983 do 1984 należał natomiast do Eerste Kamer. W 1984 wybrany posłem do Parlamentu Europejskiego (z listy koalicyjnej z PPR–EIC). Przystąpił do Grupy Tęcza, od 1984 do 1986 był jej współprzewodniczącym. Został członkiem m.in. Komisji ds. Środowiska Naturalnego, Zdrowia Publicznego i Ochrony Konsumentów oraz Komisji ds. Kwestii Politycznych. W działalności parlamentarnej skupiał się na kwestiach pacyfistycznych i ochrony środowiska, od lat 80. angażował się też w kampanie antynuklearne. Od 1989 zasiadał w zarządzie, a 1993 do 1995 kierował Milieudefensie, organizacją zajmującą się sprawami ekologii i sprawiedliwości społecznej.
Był żonaty. W 1976 został oskarżany przez gazetę „Elsevier” o współpracę z KGB, van der Lek wytoczył autorom sprawę sądową, którą jednak później wycofał. Kontrowersje wzbudzały też jego wypowiedzi dotyczące dekryminalizacji pedofilii.